# Alex (papegøje)
 For alternative betydninger, se Alex. (Se også artikler, som begynder med Alex)
Alex (papegøje) (1976 – 7. september 2007) var en afrikansk grå papegøje, som de sidste 10 år af sit liv deltog i et eksperiment under ledelse af dyrepsykologen ved Brandeis og Harvard universiteterne i USA, Irene Pepperberg. Fuglen havde et ordforråd på 150 ord og røbede tilsyneladende en vis forståelse for, hvad den sagde. Den kunne således beskrive et forevist objekt med dets farve, form og stof. Den kunne ligeledes skelne klare forskelle mellem ting. Den kunne bede om en banan ("wanna banana"), men hvis den i stedet fik en nød, reagerede den med passivitet eller returnerede nøden.
Eksperimenterne har vakt blandede interesser blandt sprogforskere.